# HMS Middleton (1983)
HMS Middleton – brytyjski niszczyciel min typu Hunt, w służbie Royal Navy od 1984 roku. Nosi numer burtowy M 34. Jest drugim okrętem o tej nazwie.

## Budowa
HMS „Middleton” był szóstym z kolei z 13 brytyjskich niszczycieli min typu Hunt. Budowę zamówiono 29 stycznia 1979 roku w stoczni Yarrow Shipbuilders w Scotstoun (część Glasgow), razem z bliźniaczym „Cottesmore”. Były to jedyne okręty tego typu nie zbudowane w stoczni Vosper-Thornycroft. Okręt wodowano 27 kwietnia 1983 roku, a został wcielony do służby po ukończeniu 15 sierpnia 1984 roku, jako ósmy ukończony okręt serii. Był drugim okrętem o tej, pochodzącej od polowania na lisy Middleton Hunt w hrabstwie North Yorkshire.

## Opis

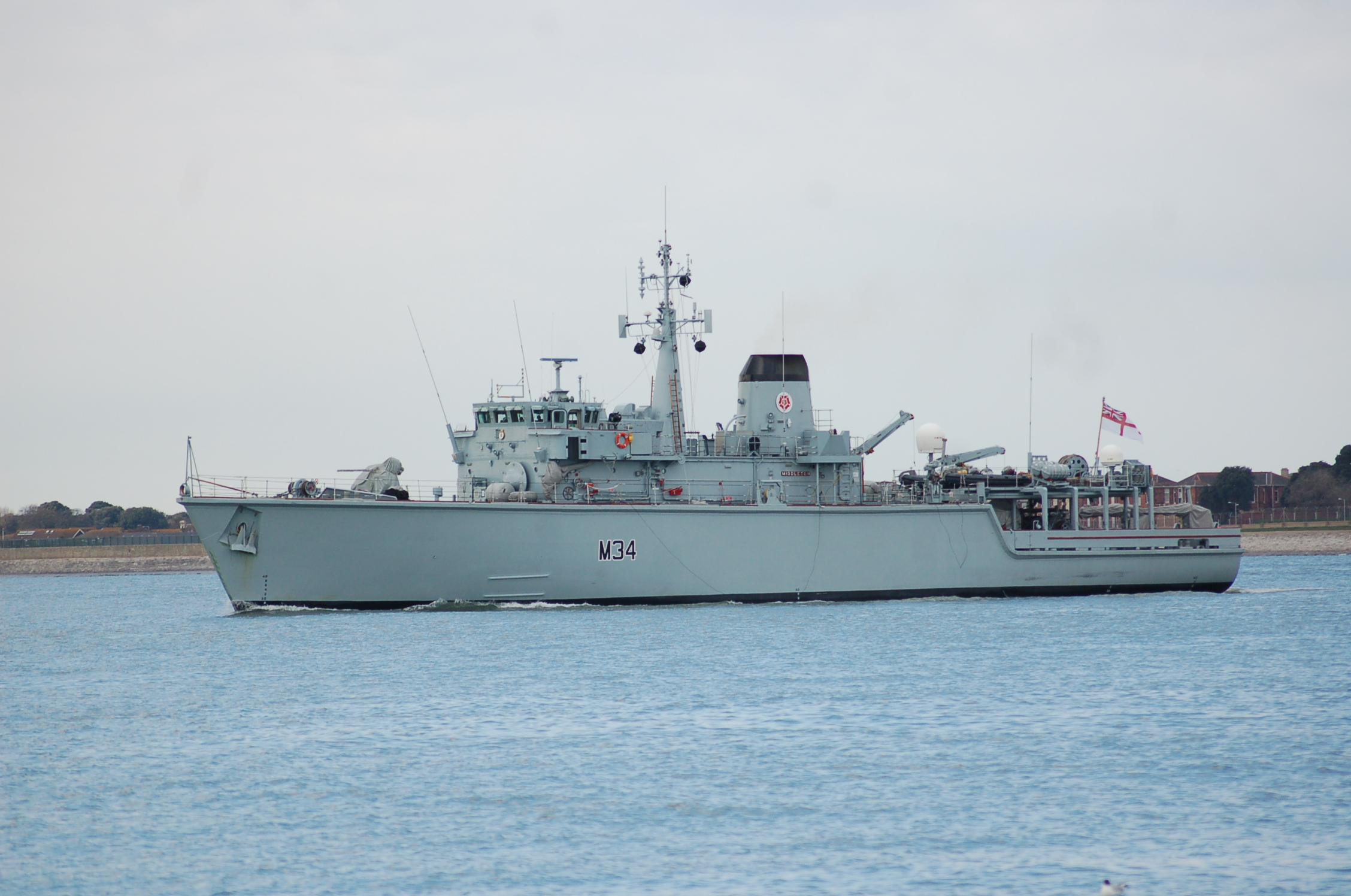
HMS „Middleton” w Portsmouth w 2009

Okręty typu Hunt miały kadłub zbudowany z plastiku wzmocnionego włóknem szklanym (GRP). Wyporność standardowa wynosiła 615 ts, a pełna 725 ts. Nowsze źródła podawały wyporność pełną 750 ton. Długość całkowita wynosiła 60 m, a na linii wodnej 57 m, szerokość: 10 m, a maksymalne zanurzenie: 3,4 m. Załoga liczyła 45 osób, w tym 6 oficerów.
Uzbrojenie służyło tylko do samoobrony i pierwotnie na okrętach typu Hunt stanowiła je automatyczna armata uniwersalna Bofors 40 mm. Do połowy lat 90. była wymieniana na armatę Oerlikon/BMARC DS30B kalibru 30 mm L/75. W latach 1991–92 na „Middleton” były zamontowane dodatkowo dwa działka kalibru 20 mm Oerlikon/BMARC GAM-C01. Na przełomie pierwszej i drugiej dekady XXI wieku na okrętach tego typu montowano trzy sześciolufowe rotacyjne karabiny maszynowe 7,62 mm Dilon Aero M134 Minigun. Uzbrojenie uzupełniały dwa karabiny maszynowe kalibru 7,62 mm, zastępowane w latach 2014–2015 przez karabiny maszynowe kalibru 12,7 mm Browning.
Napęd stanowiły dwa silniki wysokoprężne Ruston-Paxman 9-59K Deltic o mocy łącznej 3800 hp, napędzające dwie śruby, pozwalające na osiąganie prędkości maksymalnej 15 węzłów. Ponadto okręty miały napęd pomocniczy w postaci silników hydraulicznych, pozwalający na rozwijanie prędkości do 8 węzłów. Silniki hydrauliczne napędzane były przez silnik wysokoprężny Deltic 9-55B o mocy 780 hp, który poruszał też agregaty prądotwórcze. Zasięg wynosił 1500 mil morskich przy prędkości 12 w. W drugiej dekadzie XXI wieku, do 2015 roku silniki wymieniono na Caterpillar C-32 ACERT o mocy po 2000 hp (łącznie 4000 hp). 
Wyposażenie nawigacyjne obejmowało radar Kelvin Hughes Type 1006 lub 1007 (pasmo I). Wyposażenie do poszukiwania min obejmowało pierwotnie sonar Plessey Type 193M Mod 1. Ponadto okręty miały sonar wysokiej częstotliwości Mil Cross do unikania min na kursie i sonar Type 2059 do śledzenia pojazdów podwodnych. W latach 2004–2005 brytyjskie okręty otrzymały nowy sonar 2193.  Okręty typu Hunt miały system informacji bojowej CAAIS DBA4. Po 1990 roku okręty otrzymały system nawigacyjny Racal Mk 53. W latach 2004–2005 okręty otrzymały również system dowodzenia NAUTIS 3. W 2020 roku „Middleton” jako pierwszy został wyposażony w system Oceanographic Reconnaissance Combat Architecture (ORCA), pozwalający na klasyfikowanie wykrywanych obiektów z większej odległości.
Po wejściu do służby okręt przenosił dwa zdalnie kierowane przeciwminowe pojazdy podwodne wielokrotnego użytku PAP-104, a od 1988 roku mógł przenosić także nowsze PAP-105. Okręty ponadto były wyposażone w trały magnetyczne MS 14, holowany trał akustyczny Sperry MSSA Mk 1 i klasyczne trały kontaktowe Oropesa Mk8. Trały niekontaktowe zostały zdemontowane w 2005 roku. Na przełomie pierwszej i drugiej dekady XXI wieku pojazdy podwodne PAP-104/105 zastąpiono przez jednorazowe pojazdy do niszczenia min Seafox C.

## Służba
HMS „Middleton” (numer burtowy M 34) został wcielony do służby w brytyjskiej Royal Navy 15 sierpnia 1984 roku. Został przydzielony pierwotnie do 1 Dywizjonu Niszczycieli Min (1st Mine Countermeasures Squadron, MCM1). Między innymi w połowie 1991 roku odbył rejs na Morze Śródziemne (z HMS „Berkeley” i „Chiddingfold”) w ramach zespołu dyżurnego do służby w Zatoce Perskiej. Stacjonował wraz z 1 Dywizjonem do 1995 roku w Rosyth, a następnie w Portsmouth, przy czym był okrętem wiodącym kolumnę okrętów podczas uroczystego opuszczenia bazy Rosyth 7 listopada 1995 roku. Ostatecznie w XXI wieku wchodził w skład 2 Dywizjonu Niszczycieli Min w Portsmouth.
W drugiej połowie 2006 roku do grudnia „Middleton” wchodził w skład stałego zespołu przeciwminowego NATO SNMCM1 i jesienią w ramach międzynarodowych ćwiczeń Open Spirit uczestniczył w usuwaniu min z czasów II wojny światowej w Zatoce Fińskiej, między innymi z okrętami rosyjskimi. Ponownie wchodził w skład SNMCM1 w drugiej połowie 2007 roku.
Do 2015 roku „Middleton” przeszedł modernizację połączoną z wymianą silników. W listopadzie 2015 roku okręt wyszedł do Bahrajnu na trzyletnią stałą misję zapewniania bezpieczeństwa żeglugi w Zatoce Perskiej. Załoga w tym czasie podlegała rotacji co kilka miesięcy. W 2018 roku został tam zmieniony przez HMS „Brocklesby”. Po powrocie okręt był remontowany i zmodernizowany w Portsmouth, w tym od lipca 2019 do 7 lutego 2020 roku był wydokowany w hali. Ulepszono mu wyposażenie, instalując między innymi system ORCA.
W lipcu 2021 roku okręt ponownie wyszedł na misję do Bahrajnu w ramach operacji Kipion. W jej trakcie w 2023 roku ukończył 40 lat służby, a do tego czasu przepłynął ponad 430 000 mil morskich podczas 75 000 godzin w morzu. Dowódcą okrętu (czterdziestym z kolei) była wówczas kmdr. ppor Gemma Britton.